# オーストラリアの世界遺産
オーストラリアの世界遺産 （オーストラリアのせかいいさん）は、ユネスコの世界遺産に登録されているオーストラリア国内の文化・自然遺産の一覧。

## 文化遺産
- 王立展示館とカールトン庭園 - (2004年)
- シドニー・オペラハウス - (2007年)
- オーストラリアの囚人遺跡群 - (2010年)
- バッジ・ビムの文化的景観 -(2019年)
- ムルジュガの文化的景観 -(2025年)

## 自然遺産
- グレート・バリア・リーフ - （1981年）
- ロード・ハウ島群 - （1982年） ※
- オーストラリアのゴンドワナ多雨林群 - （1986年）
- クイーンズランドの湿潤熱帯地域 -（1988年）※
- 西オーストラリアのシャーク湾 -（1991年）
- ガリ -（1992年）
- オーストラリアの哺乳類化石地域（リヴァーズレー/ナラコーアテ） -（1994年）
- ハード島とマクドナルド諸島 -（1997年）
- マッコーリー島 -（1997年）
- グレーター・ブルー・マウンテンズ地域 -（2000年）
- パーヌルル国立公園 -（2003年）
- ニンガルー・コースト -（2011年)

## 複合遺産
- カカドゥ国立公園 - （1981年）
- ウィランドラ湖群地域 - （1981年）
- タスマニア原生地域 - （1982年）
- ウルル＝カタ・ジュタ国立公園 - （1987年）

## 地域別

### オーストラリアンキャピタルテリトリー
なし。

### 西オーストラリア州
- 西オーストラリアのシャーク湾 - （1991年、自然遺産）
- パーヌルル国立公園 - （2003年、自然遺産）
- ムルジュガの文化的景観 - （2025年、文化遺産）

### ビクトリア州
- 王立展示館とカールトン庭園 - （2004年、文化遺産）
  - 王立展示館
  - カールトン庭園
- バッジ・ビムの文化的景観 -（2019年）

### クイーンズランド州
- グレートバリアリーフ - （1981年、自然遺産）
  - グレートバリアリーフ海洋公園
- オーストラリアのゴンドワナ多雨林群 - （1986年、自然遺産）
  - スプリングブルック国立公園
  - ラミントン国立公園
  - マウント・チンヒー国立公園
  - マウント・バーニー国立公園
  - メイン・レンジ国立公園
- クイーンズランドの湿潤熱帯地域 -（1988年、自然遺産）※
- ガリ -（1992年、自然遺産）
  - グレート・サンディー国立公園
- オーストラリアの哺乳類化石地域（ナラコーアテ） - （1994年、自然遺産）
  - ローン・ヒル国立公園

### 南オーストラリア州
- オーストラリアの哺乳類化石地域（リバースレー） - （1994年、自然遺産）
  - ナラコーアテ・ケーブ国立公園

### タスマニア州
- タスマニア原生地域 - （1982年、複合遺産）

### ニューサウスウェールズ州
- ロード・ハウ島群 - （1982年、自然遺産）※
  - ロードハウ・アイランド海洋公園
  - ロード・ハウ島
  - アドミラリティー諸島（Admirality Islands）
  - マトン・バード諸島（Mutton Bird Islands）
  - ボールズ・ピラミッド（Balls Pyramid）
- オーストラリアのゴンドワナ多雨林群 - （1986年、自然遺産）
  - ウォッシュプール国立公園
  - ウェリキンベ国立公園
  - ジブラルタル・レンジャー国立公園
  - ドリゴ国立公園
  - ナイトキャップ国立公園
  - ニュー・イングランド国立公園
  - バリントン・トップス国立公園
  - ボーダー・レンジス国立公園
  - マウント・ウォーニング国立公園
- ウィランドラ湖群地域 - （1981年、複合遺産）
  - ムンゴ国立公園
- グレーター・ブルー・マウンテンズ地域 -（2000年、自然遺産）
  - ブルー・マウンテンズ国立公園（Blue Mountains National Park）
  - ウォレミー国立公園（Wollemi National Park）
  - イェンゴ国立公園（Yengo National Park）
  - ナッタイ国立公園（Nattai National Park）
  - カナングラ＝ボーイド国立公園（Kanangra-Boyd National Park）
  - ガーデンズ・オブ・ストーン国立公園（Gardens of Stone National Park）
  - サールメア・レイクス国立公園（Thirlmere Lakes National Park）
- シドニー・オペラハウス - （2007年、文化遺産）

### ノーザンテリトリー
- カカドゥ国立公園 - （1981年、複合遺産）
- ウルル＝カタ・ジュタ国立公園 - （1987年、複合遺産）
  - ウルル（エアーズロック）
  - カタ・ジュタ（オルガ山）

### その他
- ハード島とマクドナルド諸島 -（1997年、自然遺産）
- マッコーリー島 -（1997年、自然遺産）

## 暫定リスト
オーストラリアは、以下の5つの物件を暫定リストとして記載している。
- グレート・サンディ国立公園[1]--フレーザー島の拡張物件。
- オーストラリアのゴンドワナ多雨林群の拡張[2]
- フリンダーズ山脈（英語版）(Flinders Ranges)[3]
- パラマタの女性工場(Parramatta Female Factory and Institutions Precinct)[4]